# Natalia Romero
Natalia del Carmen Romero Jaramillo (ur. 26 lutego 1980 w Talagante) – chilijska lekkoatletka specjalizująca się w biegach długodystansowych. Olimpijka.
Romero w swojej karierze dwukrotnie wystartowała w olimpijskim maratonie – w 2012 w Londynie z czasem 2:37:47 zajęła 68. miejsce, a 4 lata później podczas biegu w Rio de Janeiro uzyskała czas 3:01:29, plasując się na 123. pozycji.
Rekord życiowy: maraton – 2:34:55 (1 kwietnia 2012, Santiago).

## Osiągnięcia
| Rok  | Impreza              | Miejsce        | Konkurencja | Pozycja      | Wynik   |
| ---- | -------------------- | -------------- | ----------- | ------------ | ------- |
| 2012 | Igrzyska olimpijskie | Londyn         | maraton     | 68. miejsce  | 2:37:47 |
| 2016 | Igrzyska olimpijskie | Rio de Janeiro | maraton     | 123. miejsce | 3:01:29 |